# Hieracium tubulatum
Hieracium tubulatum là một loài thực vật có hoa trong họ Cúc. Loài này được (Vollm.) Vollm. mô tả khoa học đầu tiên năm 1914.